# Pitkä-Valama
Pitkä-Valama är en sjö vid finsk-ryska gränsen. Den finländska delen ligger i kommunen Lieksa i landskapet Norra Karelen i Finland. Sjön ligger 144,9 meter över havet. Den är 5 meter djup. Arean är 1,36 kvadratkilometer och strandlinjen är 17,72 kilometer lång. Sjön  ingår i Vuoksens huvudavrinningsområde.   Den ligger omkring 120 kilometer norr om Joensuu och omkring 470 kilometer nordöst om Helsingfors. 